# Союз благоденства
Союз благоденства — таємна політична організація декабристів, що постала на базі Союзу спасіння. Заснована у Санкт-Петербурзі на початку 1818 року.

## Діяльність
Метою Союзу благоденства було скасування кріпацтва й абсолютизму, перетворення Російської імперії або на конституційну монархію, або (з 1820) на республіку (на засадах централізації). Їхня програма мала назву «Руська правда» (авт. Пестель Павло Іванович), що проповідувала те, що Росія буде республікою, але українці не матимуть права на самовизначення.
На чолі Союзу благоденства стояла «Корінна Управа» у Петербурзі, якій підлягали локальні управи, зокрема в Україні (в Тульчині; крім того, мали бути утворені управи в Полтаві й Одесі, певно існувала і Київська управа). Всього відомо 15 управ Союзу благоденства. Число членів С. Б. було бл. 200 — росіяни (Орлов Михайло Федорович, Тургенєв Микола Іванович, Пестель Павло Іванович , Муравйов Микита Михайлович та Муравйов Олександр Михайлович, кн.Трубецькой Сергій Петрович, кн. Волконський Сергій Григорович, Лунін Михайло Сергійович та ін.) й українці з походження або пов'язані з Україною (Муравйов-Апостол Матвій Іванович, Муравйов-Апостол Сергій Іванович, Краснокутський Семен Григорович,Лукашевич Василь Лукич , Якубович Олександр Іванович, Миклашевський Олександр Михайлович, Капніст Олексій Васильович і Капніст Семен Васильович, Горленко Петро Іванович, Родзянко Аркадій Гаврилович, брати Л. і Василь Перовські, Филиппович Микола Іванович, Давидов Василь Львович, Новіков Михайло Миколайович та ін.).
За три роки свого існування Союз благоденства провів велику роботу по створенню своєї програми, першої частини Устава Союзу, який мав назву — «Зелена книга», згідно з яким в товариство могли бути прийняті не тільки дворяни, а й купці, міщани, духовні особи і вільні селяни.
Члени Союзу благоденства вважали, що формування громадської думки повинно передувати революції. Декабристи припускали, що протягом 20 років готуватиметься громадська думка і близько 1840 року відбудеться революція. Для цього було створено декілька товариств, які б пропагували ліберальні і просвітницькі ідеї: літературне «Зелена лампа». Члени Союзу благоденства активно працювали у «Вільному товаристві любителів російської словесності», сприяли розповсюдженню ланкастерськіх шкіл. На півдні, в дивізії Орлова Михайла були навчені грамоті 1,5 тисячі чоловік, в Петербурзі — 1 000. Планувалося видання журналу «Росіянин 19 сторіччя».
В січні 1821 року у Москві відбувся з'ізд депутатів різних управ Союзу. Повстання Семенівського полку 16 жовтня 1820 поставило питання про зміну тактики. Орлов Михайло Федорович виступив з пропозицією негайного відкритого військового виступу. Його пропозиція не зустріла підтримки. Граббе Павло Христофорович, який виступив після Орлова з надзвичайною заявою, повідомив, що уряду відомо про існування таємного товариства. Було вирішено провести фіктивну ліквідацію і під виглядом саморозпуску відсіяти ненадійних членів, а потім таємно відтворити товариство заново.
Після січня 1821 на зміну Союзу благоденства прийшли основні декабристські організації: Південне й Північне товариства.